# Canlaón
Canlaón (cebuano y hiligueino: Kanlaon) es una ciudad filipina de la provincia de Negros Oriental. Según el censo de 2000, tiene 46.548 habitantes en 9302 casas. Canlaón se sitúa a 168 km de la capital provincial Dumaguete. Limita al este con Vallehermoso y al sur con Guihulngán.
En esta ciudad se encuentra el pico más alto de la provincia, el monte Canlaón, un volcán con una altura de 2465 metros sobre el nivel del mar en su punta más alta.

## Barangayes
Canlaón se divide administrativamente en 12 barangayes.
- Bayog
- Binalbagan
- Bucalán (East Budsalan)
- Linothangan
- Lumapao
- Malaiba
- Masulog
- Panubigan
- Mabigo (Población)
- Pula
- Budlasan (West Budlasan)
- Ninoy Aquino